# قلم‌سوزنی

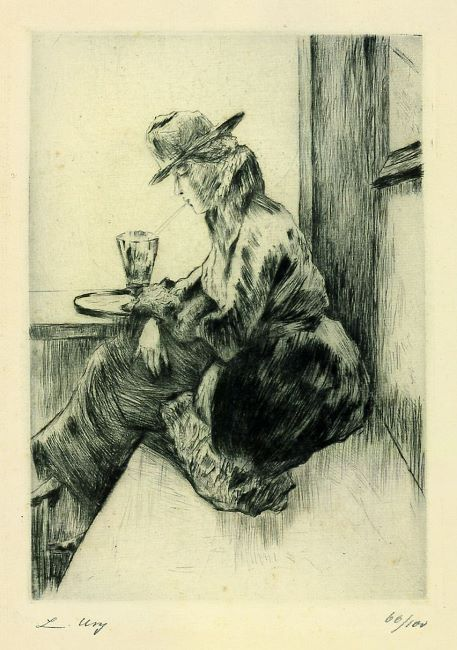
«زنی در کافه»، نقش قلم‌سوزنی اثر لسر یوری.

روش قلم‌سوزنی (انگلیسی: Dry Point؛ فرانسوی:Pointe sèche، تلفظ: پوئن سِش ) یکی از روش‌های حکاکی یا تهیه گراور با ابزار دستی است. در صنعت چاپ، به این روش سخت‌برش هم گفته‌اند.
روش قلم‌سوزنی نوعی از کنده‌کاری است که در آن با یک قلم بسیار نوک‌تیز فولادی یا الماس خطوط کپی‌شده روی لوح فلزی (معمولاً مس) را حک می‌کنند. در نتیجه این کار، کناره‌های خطوط از هر سو به‌طور یک‌نواخت و نامحسوس برآمدگی پیدا می‌کند.
تصویر چاپی را که از کنده‌کاری قلم‌سوزنی روی لوح مسین به‌دست می‌آید چاپ‌نقش (گراور) قلم‌سوزنی نامیده می‌شود.
کنده‌کاری قلم‌سوزنی در زمره چاپ فرونقش دسته‌بندی می‌شود.